# Polonia London
Polonia London ist ein englischer Volleyballverein aus London, dessen Herrenabteilung unter dem Namen IBB Polonia London und die Frauenabteilung unter dem Namen  Polonia SideOut London in der National Super League spielt.

## Geschichte
Im Jahr 1973 gründeten Maciej Behnke und Henryk Pauliński, Mitglieder der polnischen YMCA in London, einen Volleyballclub. Der Verein spielte zunächst unter dem Namen Polish YMCA in der Division III. Zu dieser Zeit spielte ein zweiter polnischer Verein Gryf in der englischen Spitzenliga Division I.  Im Jahr 1978 fusionierten die beiden Vereine. Im Jahr 1980 wurde die Frauenabteilung gegründet. Seit der Saison 1982/1983 spielt der Verein unter dem Namen Polonia London. Seit 2013 besteht eine Partnerschaft mit dem polnischen Spitzenverein Skra Bełchatów.

## Erfolge

### Herren
- Volleyball Champions League
Achtelfinale: 1985/1986, 1986/1987
- Challenge Cup
Achtelfinale: 2016/2017
- North European Volleyball Zonal Association Clubs Championship
 (x1) 2019
- Englische Meisterschaft
 (x7) 1986, 2011, 2013, 2016, 2017, 2019, 2020
 (x6) 1984, 1987, 1991, 1994, 2012, 2018
 (x1) 2007
- Englischer Pokal
 (x2) 2016, 2017
 (x2) 2018, 2019

### Frauen
- North European Volleyball Zonal Association Clubs Championship
 (x1) 2020
- Englische Meisterschaft
 (x1) 2011
 (x5)  2012, 2013, 2014, 2015, 2016
 (x2) 2005, 2006
- Englischer Pokal
 (x1) 2016